# 武旦
武旦是戏曲中的行当名称，是旦的一种，指精通武艺的女性角色。武旦更注重做工。

## 分類

### 昆剧武旦
昆剧著名武旦演员有谷好好等。

### 京剧武旦
京剧武旦分为短打武旦、长靠武旦（即刀马旦）。

### 越剧武旦
越剧武戏较少，武旦所用武功多借自其他剧种。代表人物有《穆桂英挂帅》中的穆桂英、《樊梨花》中的樊梨花和薛金莲、《杨八姐盗刀》中的杨八姐。越剧著名武旦演员有陈艺等。